# Цибулёво
Цибулёво (укр. Цибулеве) — село в Дмитровской сельской общине Кропивницкого района Кировоградской области Украины.
До 2020 года входило в Знаменский район
Население по переписи 2001 года составляло 1797 человек. Население по данным 2021 года составляло 1234 человека. Почтовый индекс — 27430. Телефонный код — 5233. Занимает площадь 7,18 км². Код КОАТУУ — 3522288501.

## Известные уроженцы
- Крайванов Гавриил Васильевич (1902—1968) — генерал-майор медицинской службы.
- Литус, Николай Игнатьевич (1925—2022) — советский и украинский кинорежиссёр, заслуженный деятель искусств Украины (2005).
- Фёдоров Иван Логинович (1902—1970) — советский военачальник, генерал-майор авиации.